# (463999) 2014 WC67
(463999) 2014 WC67 es un asteroide perteneciente al cinturón de asteroides, descubierto el 4 de abril de 2005 por el equipo Spacewatch desde el Observatorio Nacional de Kitt Peak (Arizona, Estados Unidos).